# 26247 Doleonardi
26247 Doleonardi è un asteroide della fascia principale. Scoperto nel 1998, presenta un'orbita caratterizzata da un semiasse maggiore pari a 2,3781228 UA e da un'eccentricità di 0,1520071, inclinata di 2,24536° rispetto all'eclittica.